# Юханссон, Виктория (певица)
Виктория Венделла Юханссон (швед. Wiktoria Vendela Johansson; род. 8 ноября 1996), наиболее известна как просто Виктория (швед. Wiktoria) — шведская певица, автор песен. Впервые получила известность, когда приняла участие на песенном конкурсе Melodifestivalen 2016, где заняла четвёртое место.

## Биография
Юханссон родилась 8 ноября 1996 года в Брэмхульте, в пригороде Буроса. В 2011 году участвовала на Lilla Melodifestivalen с песней собственного сочинения «Jag behöver dig» и заняла четвёртое место. 30 ноября 2015 года Йоханссен была объявлена одним из 28 участников Melodifestivalen 2016 с песней «Save Me». 13 февраля 2016 года выступила во втором полуфинале и смогла попасть в финал. В итоге в финале член жюри присудили певице четвёртое место. 28 февраля 2016 года дебютный сингл певицы стал доступен для цифрового скачивания и сумел достичь второго места в чарте Sverigetopplistan. Также озвучивала главную героиню в шведском дубляже мультфильма 2016 года Моана. Выступила на Melodifestivalen 2017 с песней «As I Lay Me Down». Планировалось, что она будет представлять Швецию на Евровидении 2017 года.

## Дискография

### Синглы
| «Jag behöver dig»                                                                     | 2011 | — |                      | Неальбомный сингл |
| «Save Me»                                                                             | 2016 | 3 | - GLF: Платиновый    | Неальбомный сингл |
| «Yesterday R.I.P.»                                                                    | 2016 | — |                      | Неальбомный сингл |
| «Unthink You»                                                                         | 2016 | — |                      | Неальбомный сингл |
| «As I Lay Me Down»                                                                    | 2017 | 2 | - GLF: 2× Платиновый | Неальбомный сингл |
| «I Won’t Stand in Your Way»                                                           | 2017 | — |                      | Неальбомный сингл |
| «—» означает, что сингл не попал в чарты или не был издан на определённой территории. |      |   |                      |                   |

## Фильмография
| Год  | Название               | Роль  | Примечания         |
| ---- | ---------------------- | ----- | ------------------ |
| 2016 | Моана                  | Моана | В шведском дубляже |
| 2018 | Ральф против Интернета | Моана | В шведском дубляже |